# Jackson Lake (Wyoming)
Jackson Lake – jezioro na terenie Wyoming w Stanach Zjednoczonych.

## Turystyka
Jackson Lake jest popularnym miejscem do wędkowania, kajakarstwa, pływania i wypoczynku wśród dzikiej przyrody.

## Geografia

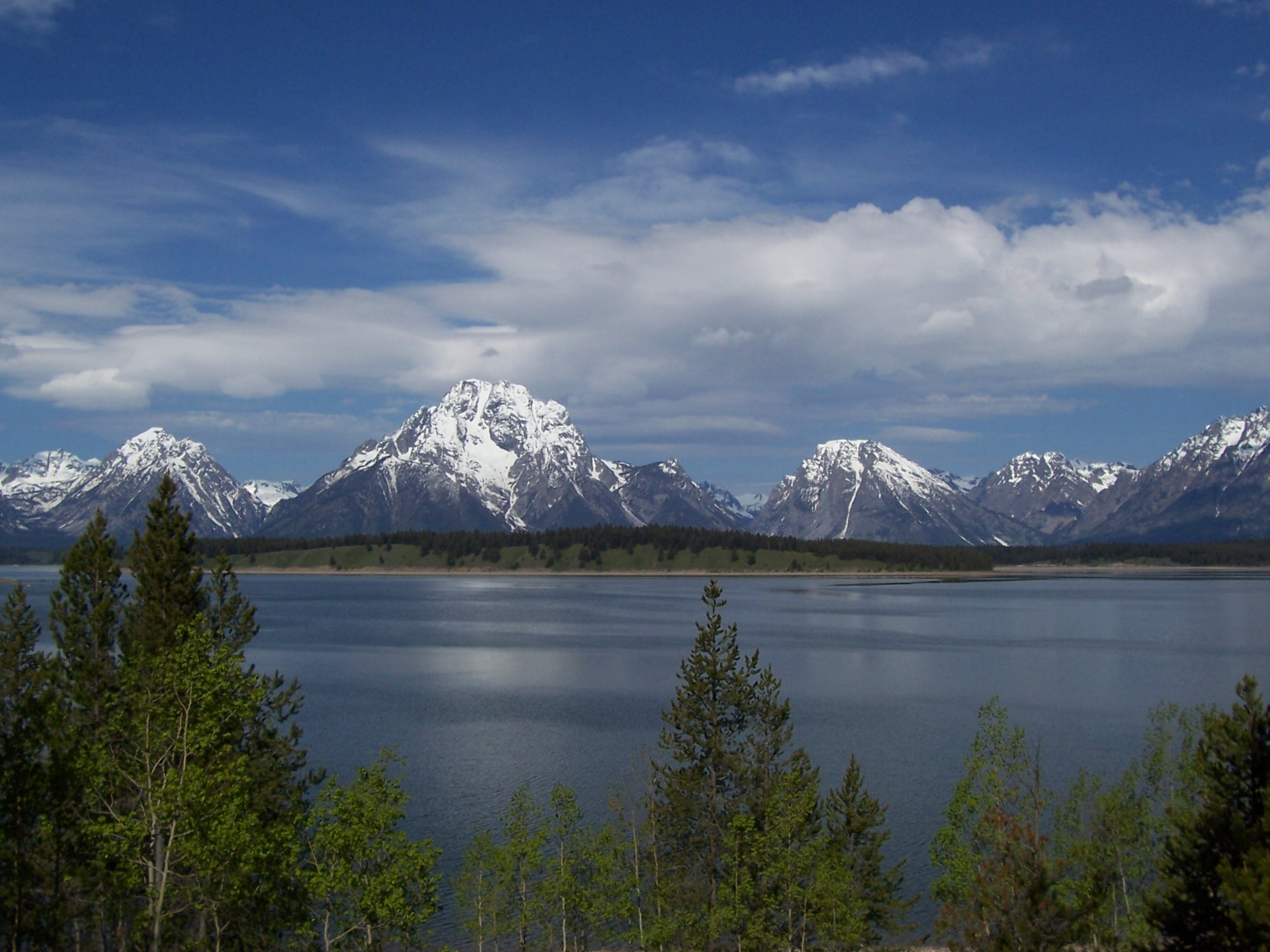

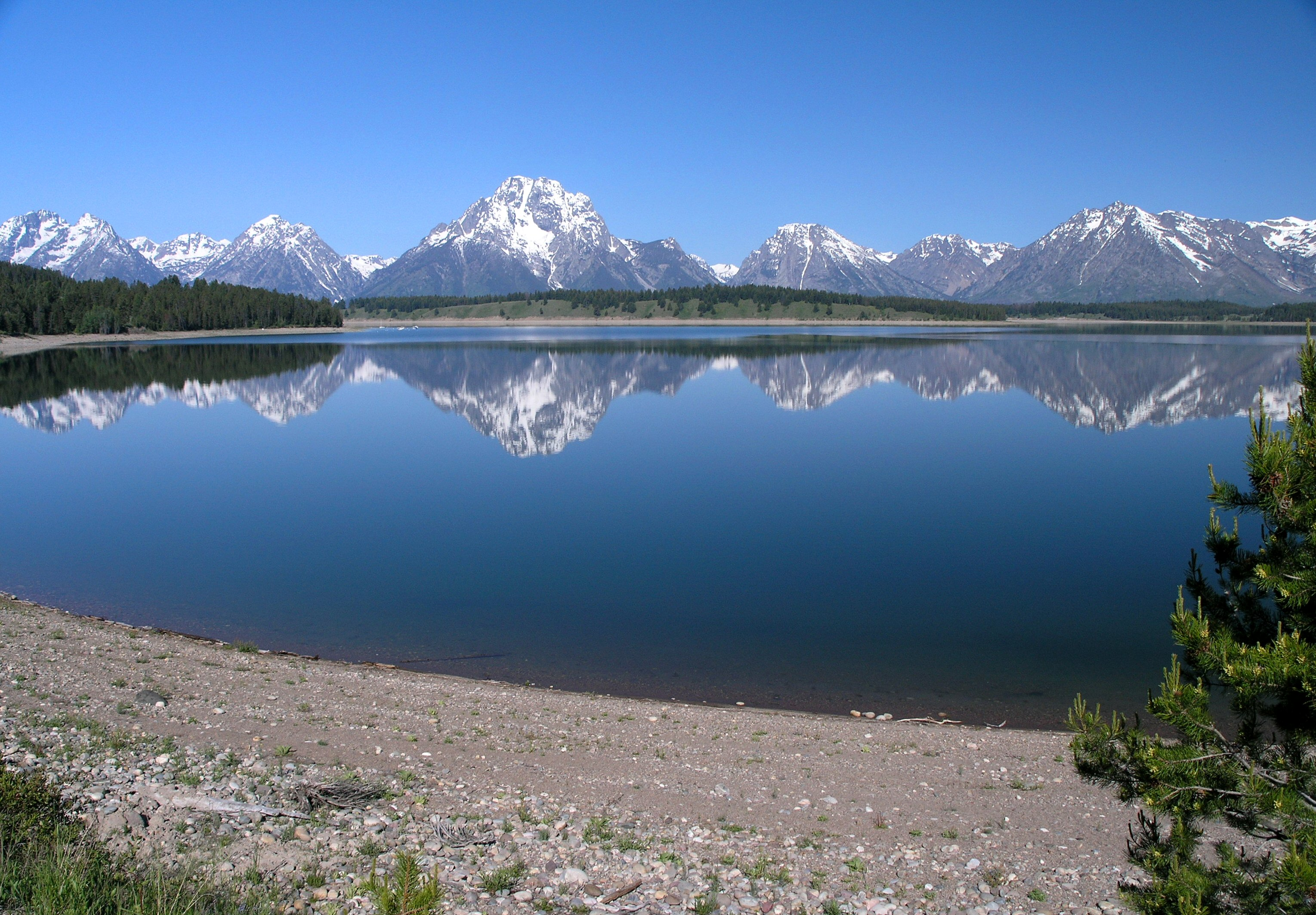

### Położenie
Jezioro znajduje się na terenie Parku Narodowego Grand Teton w Parku Narodowym Yellowstone. Od zachodniej strony znajdują się góry Teton Range, od północy John D. Rockefeller Jr. Memorial Parkway, od północnego wschodu Yellowstone Plateau, od wschodu znajduje się wsie Moran i Elk, a od południa jeziora Leigh Lake oraz Jenny Lake.

### Wyspy
Na jeziorze występuje wiele wysepek, ale tylko niektóre są nazwane:
- Elk Island
- Donoho Point
- Grassy Island
- Moose Island
- Dollar Island
- Cow Island
- Sheffield Island
- Gadger Island

### Zatoki
- Spalding Bay
- Moran Bay
- North Bar Bay
- Half Moon Bay
- Little Mackinaw Bay
- Colter Bay

- Sargents Bay

### Rzeki
Do jeziora wpływają w większości potoki i strumyki, m.in. Moran Creek czy Second Creek, przez jezioro przepływa także rzeka Snake.